# Jacques Simon
Jacques Simon (Omonville-la-Rogue, 25 de març de 1941 - Valognes, 5 de desembre de 2017) fou un futbolista francès.

## Selecció de França
Va formar part de l'equip francès a la Copa del Món de 1966.